# 前渡村 (茨城県)
前渡村（まえわたりむら）は茨城県那珂郡にかつて存在した村である。

## 地理
- 現在のひたちなか市、旧勝田市の東部、旧那珂湊市の北部に位置する。
- 村は太平洋に面している。

## 歴史
村名は前浜村の前、馬渡村の渡を組み合わせて前渡村となった。

### 村域の変遷
- 1889年（明治22年）4月1日 - 町村制施行により、馬渡村・長砂村・足崎村・前浜村が合併し那珂郡前渡村が発足。
- 1954年（昭和29年）
  - 3月30日 - 市町村合併により消滅。
    - 前浜は那珂湊町に編入。
    - 残部は勝田町に編入。

変遷表
| 1868年 以前 | 1868年 以前     | 明治19年 | 明治22年 4月1日 | 昭和29年 | 昭和29年 | 昭和29年 | 平成6年 11月1日 | 現在         |
| 1868年 以前 | 1868年 以前     | 明治19年 | 明治22年 4月1日 | 3月30日  | 3月31日  | 11月1日  | 平成6年 11月1日 | 現在         |
| ----------- | --------------- | -------- | --------------- | -------- | -------- | -------- | --------------- | ------------ |
|             | 前浜村          | 前浜村   | 前渡村          | 那珂湊町 | 市制     | 那珂湊市 | ひたちなか市    | ひたちなか市 |
|             | 足崎村          | 足崎村   | 前渡村          | 勝田町   | 勝田町   | 市制     | ひたちなか市    | ひたちなか市 |
|             | 長砂村          |          | 前渡村          | 勝田町   | 勝田町   | 市制     | ひたちなか市    | ひたちなか市 |
|             | 馬渡村          | 馬渡村   | 前渡村          | 勝田町   | 勝田町   | 市制     | ひたちなか市    | ひたちなか市 |
|             | 六ヶ新田 の一部 | 馬渡村   | 前渡村          | 勝田町   | 勝田町   | 市制     | ひたちなか市    | ひたちなか市 |

## 大字
- 馬渡（まわたり）
- 長砂（ながすな）
- 足崎（たらざき）
- 前浜（まえはま）

## 人口・世帯

### 人口
総数 [単位： 人]
| 1891年（明治24年） | 3,505 |
| 1920年（大正 9年） | 4,847 |
| 1935年（昭和10年） | 5,489 |
| 1950年（昭和25年） | 7,025 |

### 世帯
総数 [単位： 世帯]
| 1920年（大正 9年） | 892   |
| 1935年（昭和10年） | 834   |
| 1950年（昭和25年） | 1,260 |

## 鉄道
- 茨城交通（ → ひたちなか海浜鉄道）
  - ■湊線
    - 阿字ヶ浦駅

## 神社仏閣
- 堀出神社

## 著名な出身者
- 黒沢忠次 - 公共事業家[1]。1892年生－1981年没。阿字ヶ浦海水浴場建設など地域開発に尽力する一方、「青年政治研究会」を作って村政批判を展開し、松岡洋右らの講演会を開くなど村のリーダー的存在として活躍した[2]。